# Élection présidentielle américaine de 2000
 (juillet 2023).
Si vous disposez d'ouvrages ou d'articles de référence ou si vous connaissez des sites web de qualité traitant du thème abordé ici, merci de compléter l'article en donnant les références utiles à sa vérifiabilité et en les liant à la section « Notes et références ».
L'élection présidentielle américaine de 2000 se déroule le mardi 7 novembre 2000. Le scrutin est marqué par les déboires post-électoraux des deux candidats principaux, le démocrate Al Gore et le républicain George W. Bush, qui doivent attendre les résultats de l'État de Floride, déterminants pour le résultat final, pendant plus d'un mois.
Bush gagne la Floride avec 537 voix d'avance. Ces résultats sont contestés par le candidat démocrate devant la Cour suprême de Floride et la Cour suprême des États-Unis. Celle-ci estime dans son arrêt Bush v. Gore le 12 décembre 2000 que le recompte ordonné par la Cour suprême de Floride est anticonstitutionnel par 7 voix contre 2 et, par 5 voix contre 4, qu'il est impossible d’effectuer un recompte constitutionnel dans les délais impartis par la Constitution des États-Unis. Elle annule l'ultime recomptage manuel des voix ayant encore lieu dans le comté de Miami-Dade, désignant de fait George W. Bush comme vainqueur de l'élection présidentielle. Les recomptages privés effectués en 2001 par un consortium de plusieurs journaux américains et par l'université de Chicago démontrent que si le recomptage spécifique demandé par Al Gore dans les trois comtés avait abouti, il n'aurait pas pu inverser la tendance favorable à Bush, tandis qu'un recomptage de l'ensemble de l'État de la Floride aurait promu vainqueur le démocrate Al Gore.
Bien qu'Al Gore recueille la majorité des suffrages populaires sur l'ensemble des États (avec plus de 500 000 voix d'avance), le candidat George W. Bush devient président des États-Unis le 20 janvier 2001, après avoir été officiellement élu par le Collège électoral des États-Unis le 18 décembre 2000. Toujours le 7 novembre, la Chambre des représentants (435 sièges) et un tiers du Sénat (33 des 100 sièges) sont renouvelés.

## Conditions d'éligibilité
Ne peuvent se présenter, selon l'article II section première de la Constitution, que les citoyens américains:
- Américains de naissance ;
- âgés d'au moins 35 ans ;
- ayant résidé aux États-Unis depuis au moins 14 ans.

Depuis l'adoption du XXIIe amendement en 1947 par le Congrès et sa ratification en 1951, les anciens présidents qui ont déjà été élus deux fois ne sont plus éligibles.

## Primaires
Dans chacun des deux grands partis américains, on compte deux candidats principaux qui se détachent rapidement lors des premières primaires.

### Primaires démocrates
Selon le 22e amendement de la Constitution des États-Unis, le Président sortant Bill Clinton, ayant effectué deux mandats, n'a pas le droit de se représenter. À cause des nombreux scandales qui ont affecté son administration, un grand nombre de candidats semblent désireux de concourir pour les primaires dans le camp démocrate. Parmi les principaux, on compte le leader de la minorité démocrate à la Chambre des représentants Richard Gephardt, du Missouri, le Sénateur du Nebraska Bob Kerrey, le Sénateur du Minnesota Paul Wellstone, représentant la gauche du parti, et l'ancien Sénateur du New Jersey Bill Bradley. Les médias se font aussi l'écho d'une éventuelle candidature de Warren Beatty, acteur, scénariste, réalisateur et conseiller des candidats démocrates à l'investiture Gary Hart et George McGovern. Finalement, le Parti démocrate ne comptera que deux candidats.

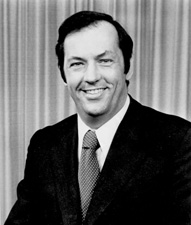
Bill Bradley, ancien champion de basket-ball (vainqueur avec les New-York Knicks du championnat de NBA en 1970 et 1973), ancien sénateur du New Jersey (1978-1997).
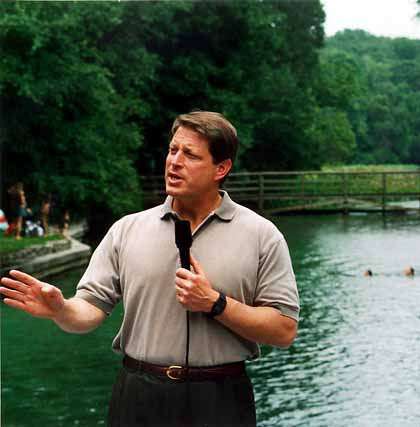
Al Gore, ancien Représentant (1976-1984) et Sénateur (1985-1992) du Tennessee, vice-président (1992-2000).

Dès le début, Bill Bradley est dans la position de l'outsider face à Al Gore, malgré le soutien de certains poids lourds du Parti démocrate, tel les sénateurs Bob Kerrey (Nebraska), Paul Wellstone (Minnesota) ou Daniel Patrick Moynihan (New York). Bradley se positionne alors comme une alternative libérale à Gore, jugé prisonnier de la machine du parti, et mène une campagne positive. Son programme propose de redistribuer les surplus budgétaires dans des programmes sociaux destinés aux plus pauvres et à la classe moyenne, ainsi que de mettre en place une réforme du financement des campagnes électorales et un contrôle sur les armes à feu.
Malgré une bonne organisation et un budget élevé, Bradley est aisément battu par Gore lors du caucus de l'Iowa qui ouvre la saison des primaires. Cette contre-performance est due à la bonne campagne du Vice-président parmi les agriculteurs et les ouvriers de l'État. La primaire la plus serrée sera celle du New Hampshire où Gore défait Bradley par 50 % des voix contre 46 %.

### Primaires républicaines
L'échec de Bob Dole à l’élection présidentielle de 1996 a aiguisé bien des appétits au sein du Parti républicain. L'un des candidats les plus en vue, Newt Gingrich, ancien porte-parole de la Chambre des Représentants, renonce toutefois à la candidature, de même que le commentateur politique Pat Buchanan, déjà battu par deux fois lors des primaires républicaines du fait de ses positions ultra-conservatrices. Ce dernier se présenta toutefois sous la bannière du Parti réformiste : neuf candidats sont donc en lice dans le camp républicain.

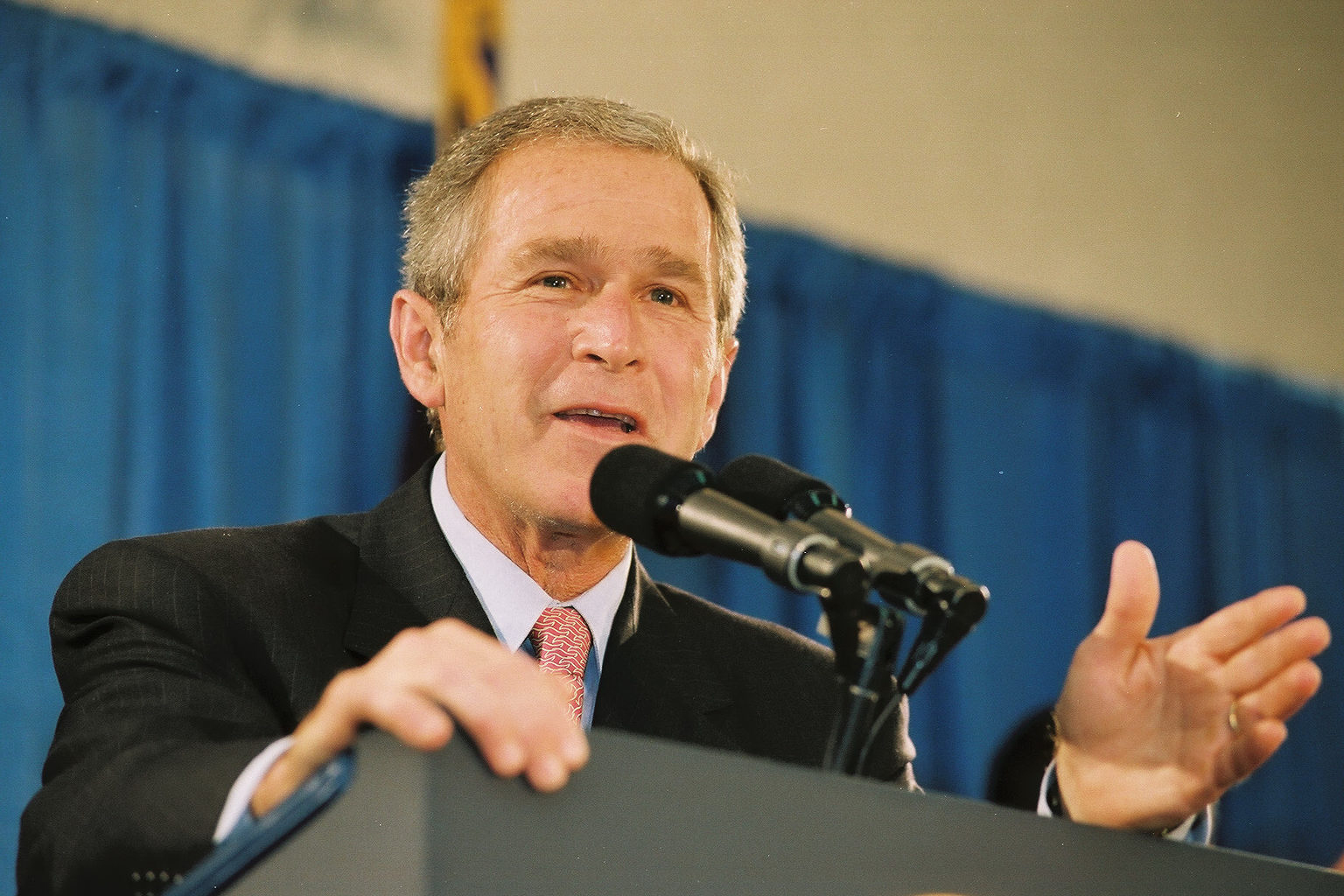
George W. Bush, Gouverneur du Texas.
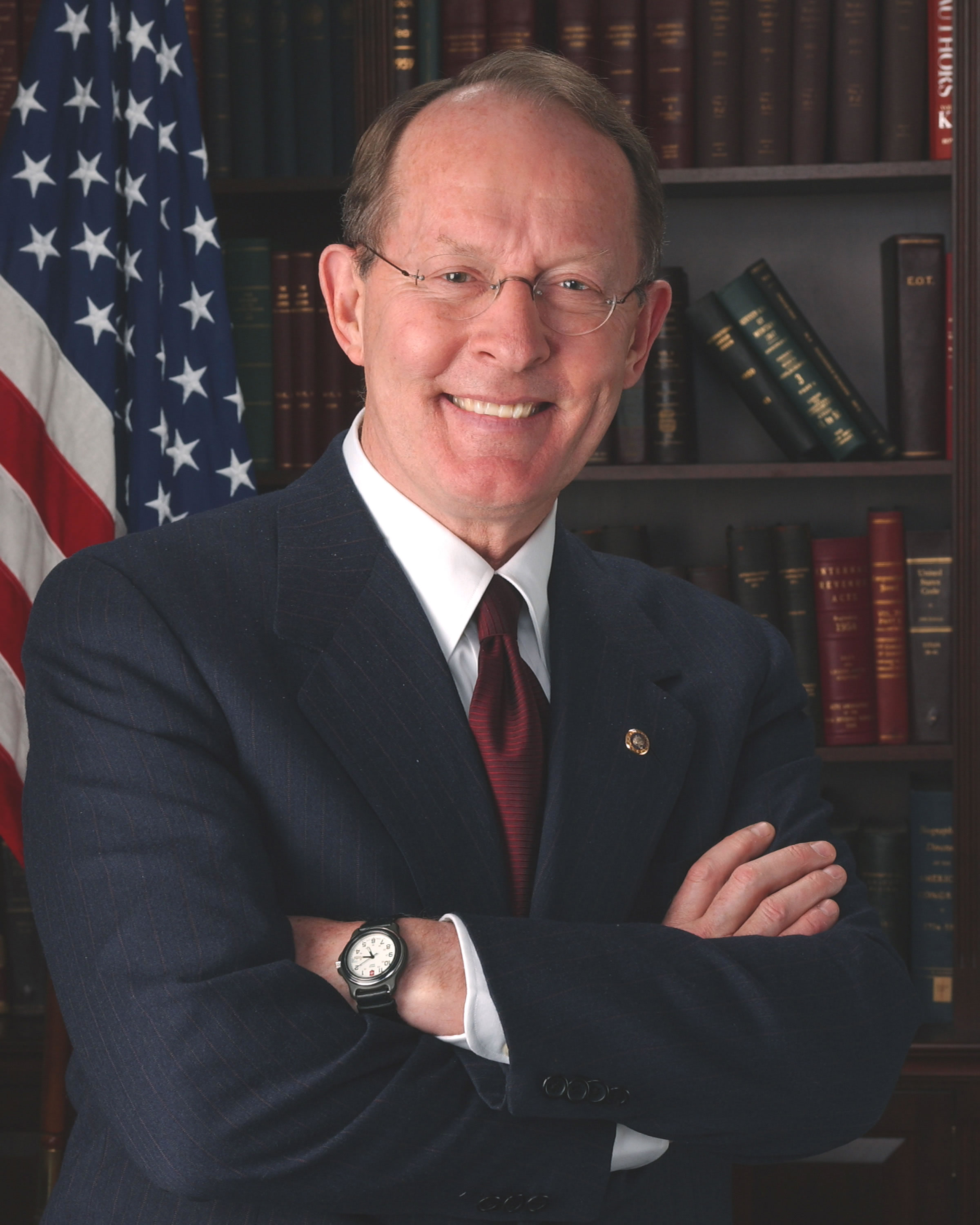
Lamar Alexander, ancien gouverneur du Tennessee (1979-1987) et secrétaire à l'Éducation sous le gouvernement de George H. W. Bush.
Gary Bauer conseiller du Président Ronald Reagan, activiste dans les milieux de la droite chrétienne et fondateur du Family Research Council
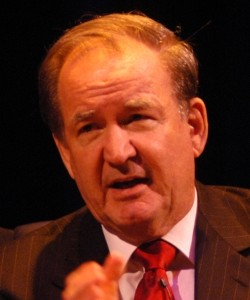
Pat Buchanan, journaliste et ancien conseiller des présidents Richard Nixon, Gerald Ford et Ronald Reagan
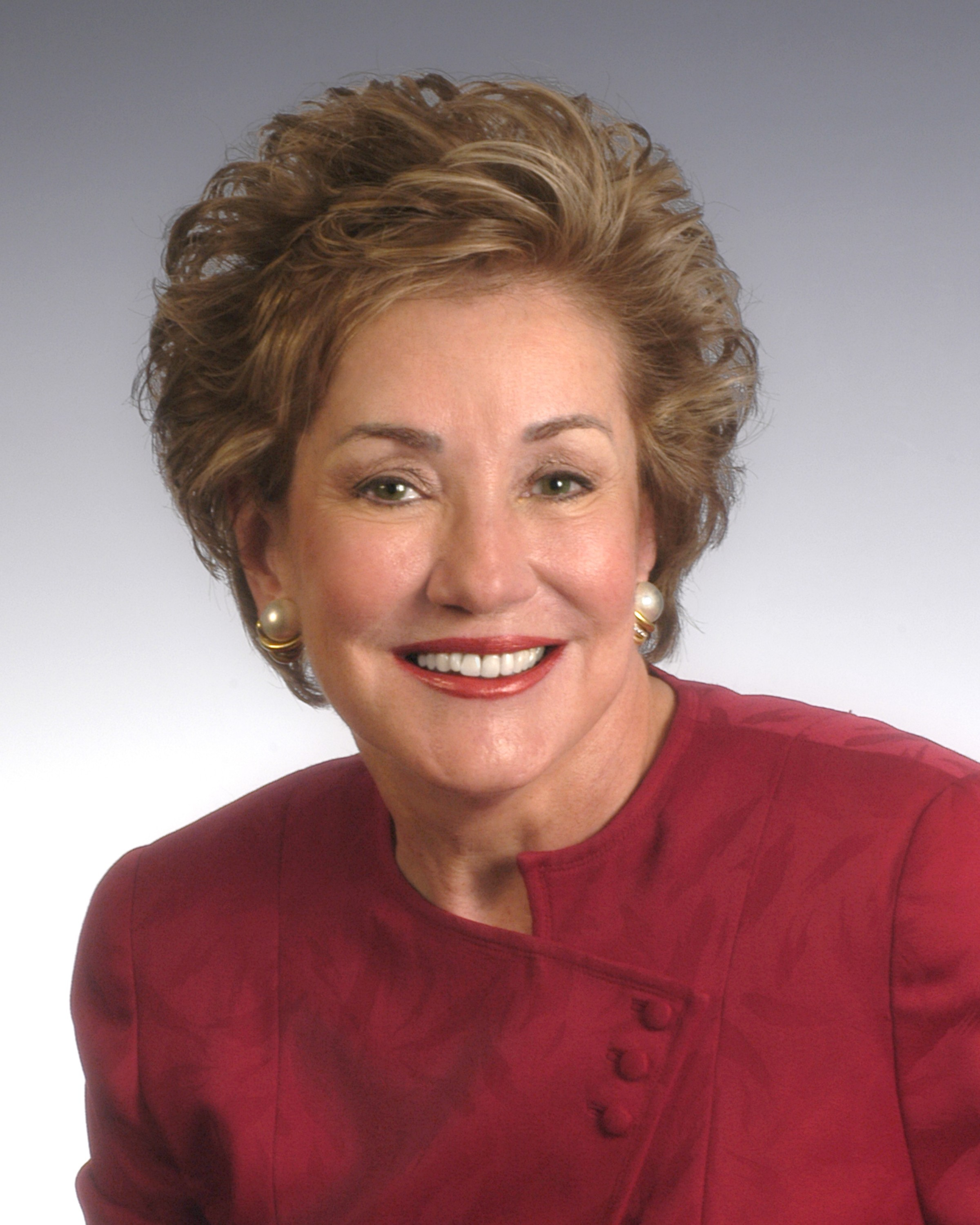
Elizabeth Dole, ancienne secrétaire aux Transports sous le gouvernement de Ronald Reagan, secrétaire au Travail sous le gouvernement de Bush Sr., épouse de l'ancien sénateur et candidat républicain à l'élection présidentielle de 1996, Bob Dole
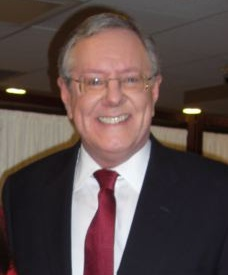
Steve Forbes, président et rédacteur en chef du magazine Forbes, candidat malheureux aux primaires Républicaines de 1996
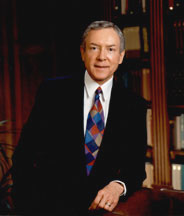
Orrin Hatch, sénateur de l'Utah depuis 1977
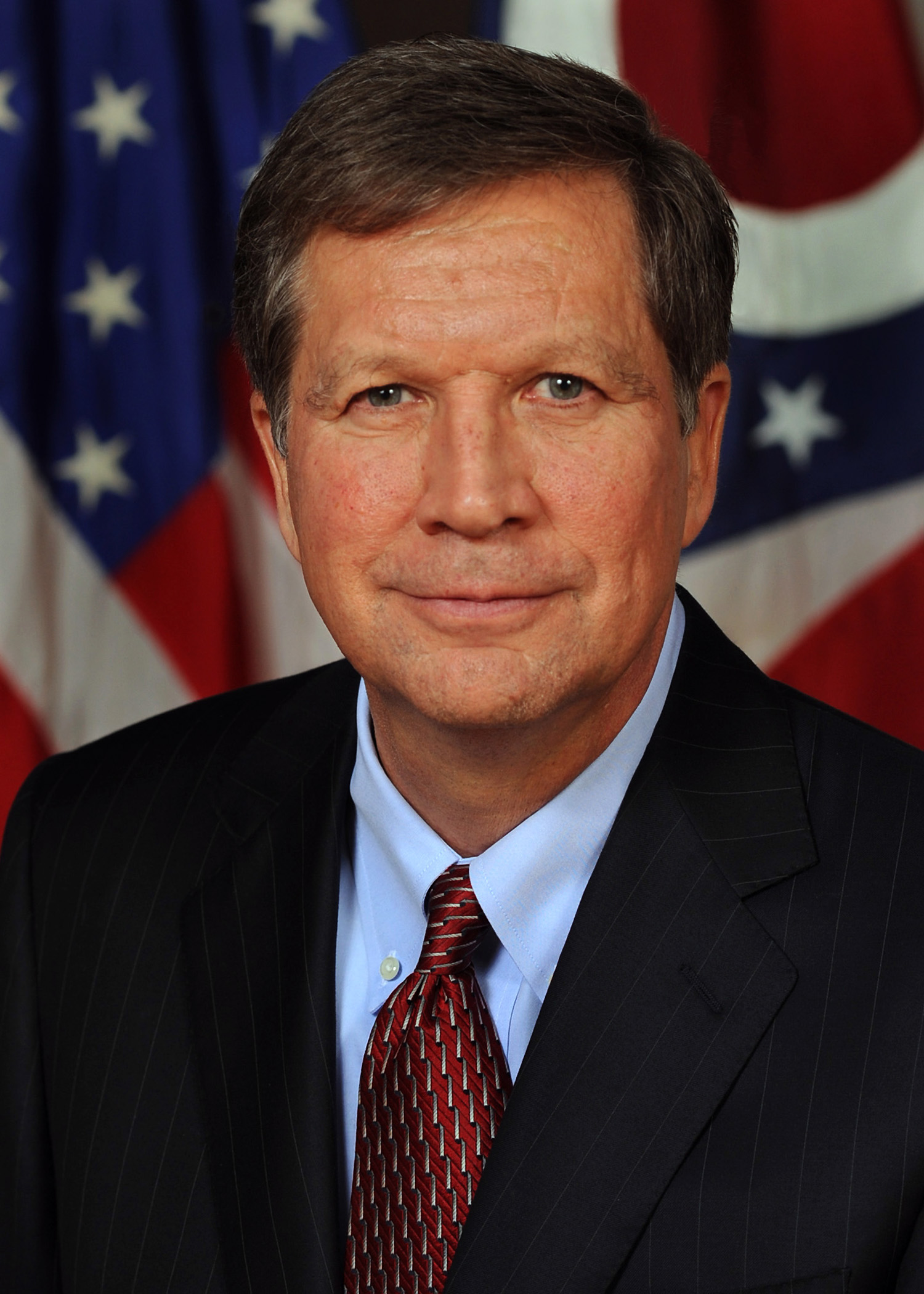
John Kasich, représentant de l'Ohio
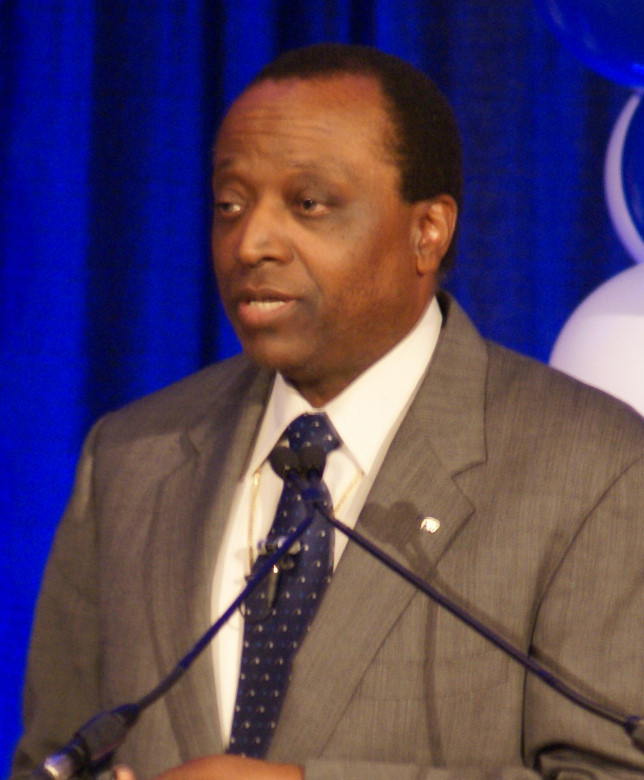
Alan Keyes, animateur de programme de radio, ancien ambassadeur au Conseil économique et social des Nations unies, ancien assistant du secrétaire aux organisations internationales
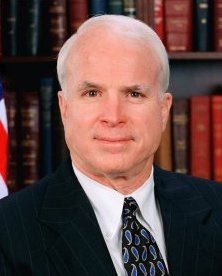
John McCain, ancien représentant de l'Arizona (1983-1987), Sénateur de l'Arizona depuis 1986.
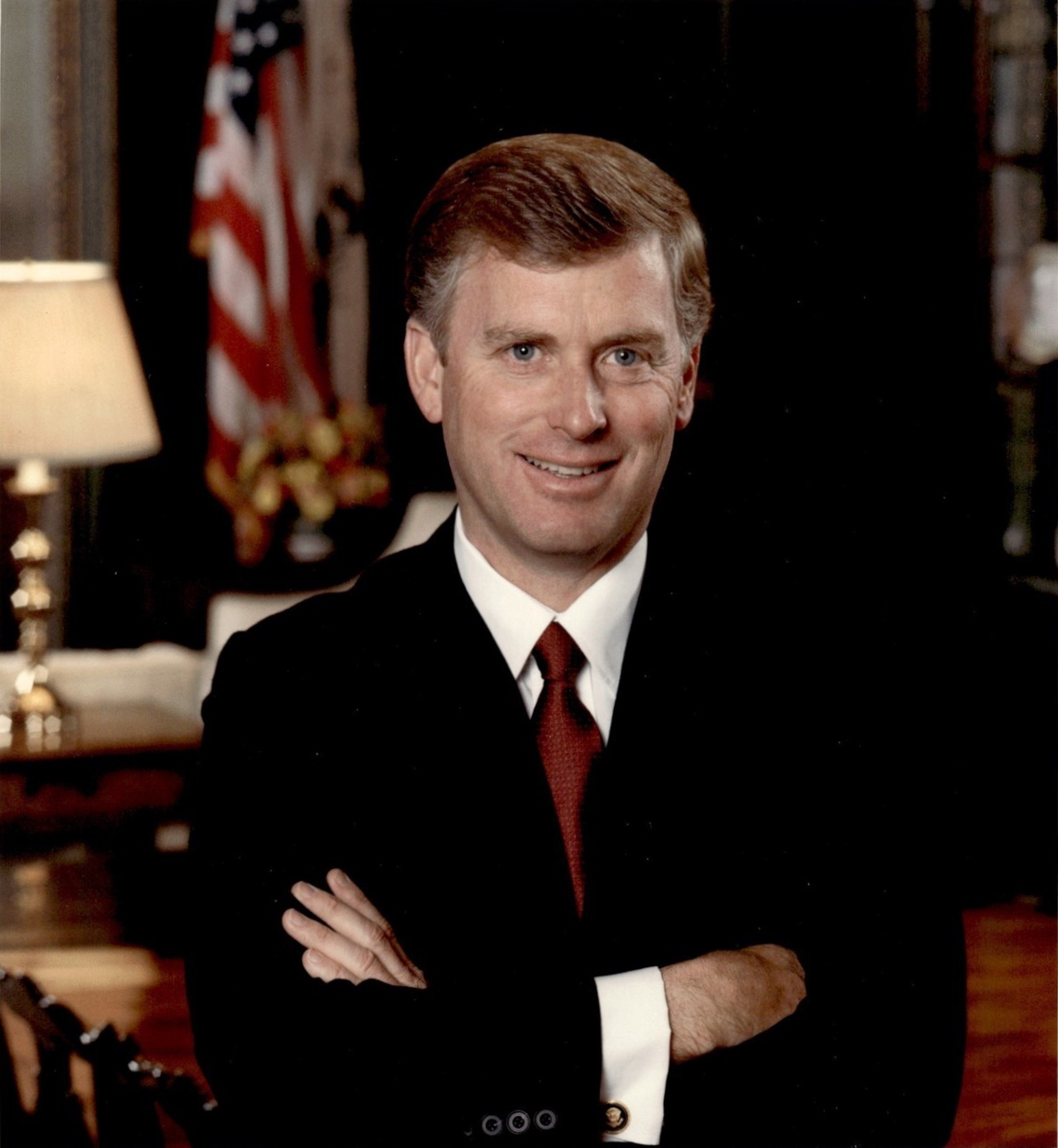
Dan Quayle, ancien représentant (1977-1981) et Sénateur (1981-1989) de l'Indiana, ancien vice-président (1988-1992).
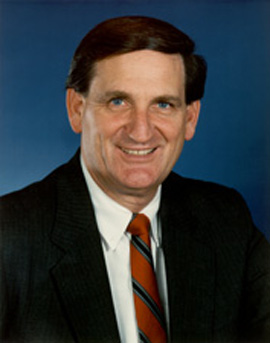
Robert C. Smith, sénateur du New Hampshire
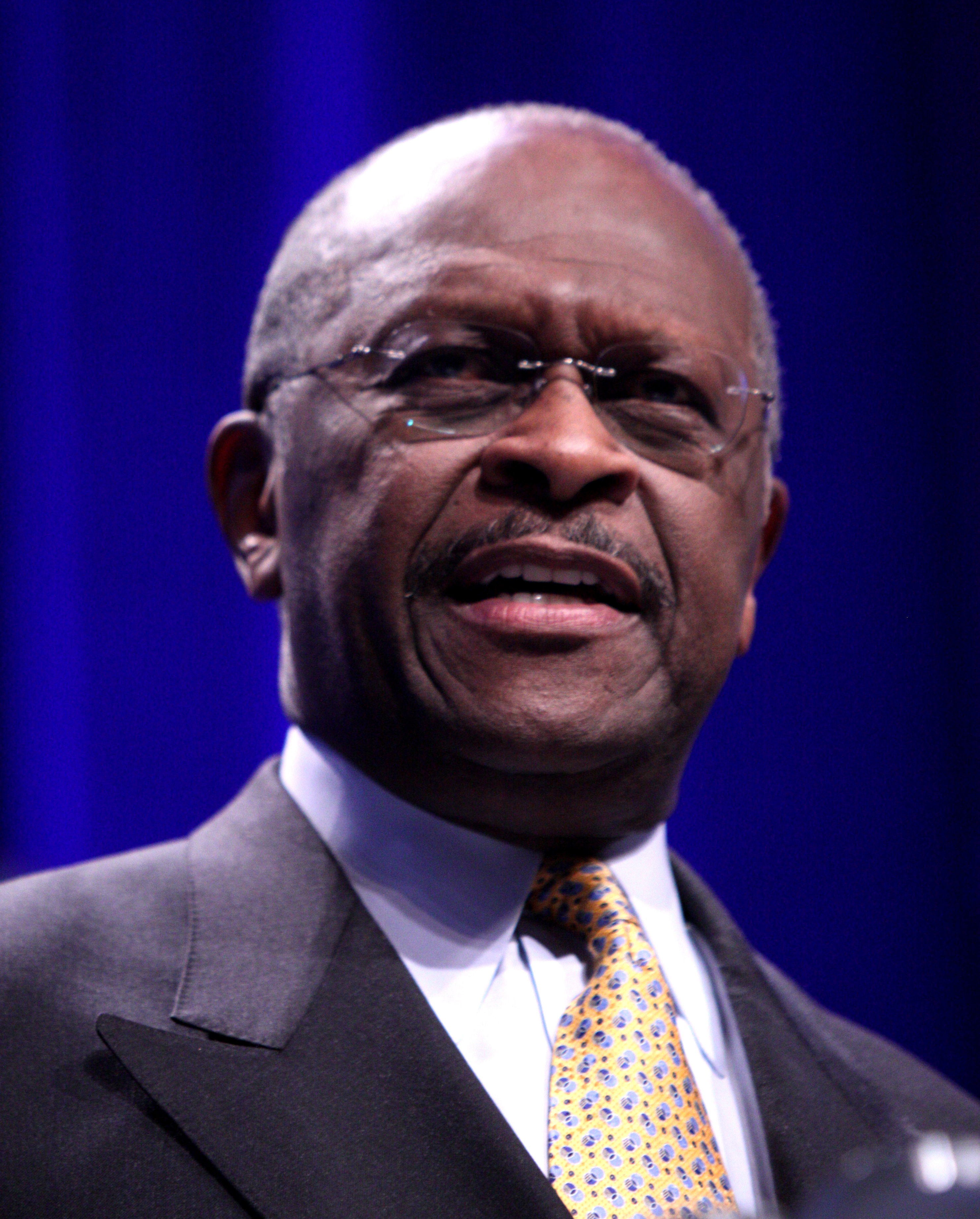
Herman Cain, homme d’affaires du Nebraska

Parmi eux, plusieurs (Alexander, Dole, Kasich et Quayle) se sont retirés avant même le caucus de l'Iowa, étant donné qu'ils n'arrivaient pas à lever suffisamment de fonds ou à obtenir assez de soutiens pour rester dans la course avec Bush. Steve Forbes, qui pouvait se permettre de s'auto-financer, alla jusqu'aux premiers caucus, mais ses résultats n'égalèrent pas ceux de 1996. Ainsi, seuls Bush, McCain et Keyes restèrent dans la course, et ce contrairement aux attentes, qui donnaient Dole comme adversaire principale de Bush.
Keyes, qui avait déjà perdu deux fois ses campagnes sénatoriales, épousait des idées trop extrêmes pour les électeurs moyens. Il apparut donc rapidement que la bataille se jouerait entre Bush et McCain. Bush, gouverneur du deuxième plus grand État des États-Unis, fils d'un ancien président, et candidat favori de la droite chrétienne, était présenté dans les médias comme le candidat de l'establishment, alors que McCain, sénateur marginal disposant de l'appui de nombre d'indépendants et de républicains modérés, était dépeint comme un renégat.
McCain remporta plusieurs victoires lors des premiers caucus, et parut être le favori. Mais il subit une défaite cuisante face à Bush en Caroline du Nord, en faveur de qui le vent commença à tourner. En fin de compte, Bush remporta la majorité des délégués à la Convention du parti républicain à Philadelphie, et fut investi candidat à la présidentielle.

### Autres candidats
Plusieurs autres candidats se sont présentés à cette élection présidentielle :
- Harry Browne (Parti libertarien)
- Pat Buchanan et  Ezola Broussard Foster (Parti de la réforme des États-Unis d'Amérique)
- Ralph Nader et Winona LaDuke (Parti vert des États-Unis)
- Howard Phillips et Curtis Frazier (Parti de la Constitution)
- John Hagelin (Parti de la loi naturelle)

## Élection

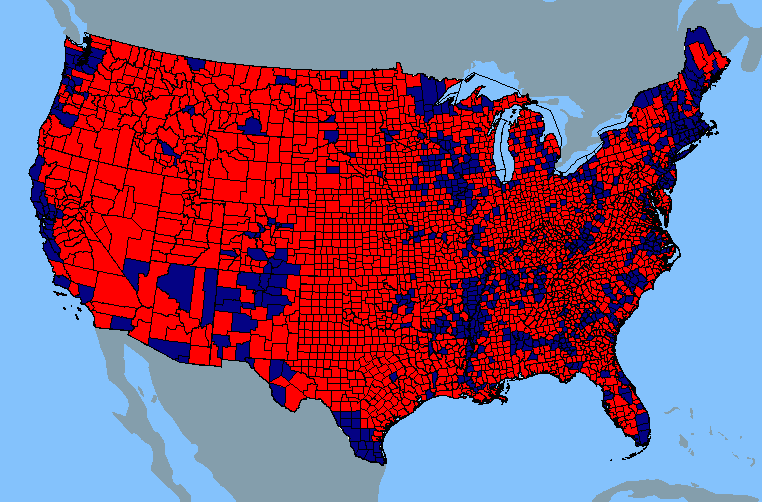
Résultats par voix et par comté :
Comtés remportés par Al Gore
Comtés remportés par George W. Bush

Pendant la campagne électorale, Bush critiqua l'interventionnisme à l'étranger de l'administration Clinton, notamment les opérations militaires en Somalie et au Kosovo. Il se déclara également favorable à des baisses d'impôts. Cinq jours avant le scrutin, il est révélé que Bush a été arrêté pour conduite en état d'ivresse, les médias parlent alors de la surprise d'octobre. Gore décida pour sa stratégie de campagne de se démarquer de Bill Clinton, craignant que les électeurs indépendants le boude du fait de l'affaire Monica Lewinsky. Les analyses déclarent que l'absence de Clinton a été dommageable.
Le jour de l'élection, plusieurs journalistes déclarèrent que jamais une élection présidentielle depuis celle de 1960 était aussi indécise, sans réel favori, les sondages prononçaient une égalité parfaite. Et que la course était déterminante dans les swing states, notamment la Floride,.
Au soir des élections le 7 novembre 2000, aucun candidat n'était clairement déclaré vainqueur principalement à cause des résultats de Floride. Dans un premier temps, Al Gore y était déclaré vainqueur par le Voter News Service (consortium des principales chaînes américaines) alors que les bureaux de vote n'étaient pas encore fermés. Le VNS se rétractait quelques minutes plus tard puis c'était au tour de George W. Bush d'y être déclaré vainqueur. Finalement, au niveau national, Al Gore devançait bien George W. Bush de près de 550 000 voix mais les deux candidats restaient au coude à coude au niveau des États et des grands électeurs.
Les résultats étaient si serrés dans certains États, comme le Nouveau-Mexique et la Floride, qu'il fallut parfois mettre en place un second décompte. Des défauts et ambiguïtés dans certains formulaires de vote provoquèrent des disputes dans des bureaux de vote, en particulier en Floride où l'écart n'était que d'une centaine de voix, et où plusieurs milliers de bulletins avaient été déclarés invalides.
Au Nouveau-Mexique, après avoir été déclaré vainqueur avec dix mille voix d'avance, un nouveau recompte vit l'avance d'Al Gore fondre à trois cents voix.
George W. Bush l'emporte chez les hommes et dans les zones rurales ; il triomphe dans les États du Sud, des Grandes Plaines et des Rocheuses. À l'inverse, Al Gore obtient les voix des femmes et surtout des Afro-Américains ; il l'emporte dans les États très urbanisés du Nord-Est, des Grands Lacs et de la côte Pacifique.

### Imbroglio de Floride
Ce fut en Floride que se joua finalement le résultat de l'élection nationale. Certains démocrates, convaincus de leur victoire dans l'État, accusèrent le gouverneur de ce dernier, Jeb Bush, le frère du candidat républicain, d'avoir favorisé l'élection de son frère en truquant le processus électoral. Jeb Bush nia les accusations et se mit alors en retrait de toute la procédure judiciaire et administrative qui suivit. Le Code électoral aggrava la polémique sur le nom du vainqueur car il précisait que le recomptage devait obligatoirement avoir lieu par lecture de fiches perforées ou alors manuellement dans quatre comtés maximum. Or, les machines utilisées étant souvent anciennes, il est arrivé que le trou avait été mal percé signifiant pour la machine que c'était un vote blanc,. 

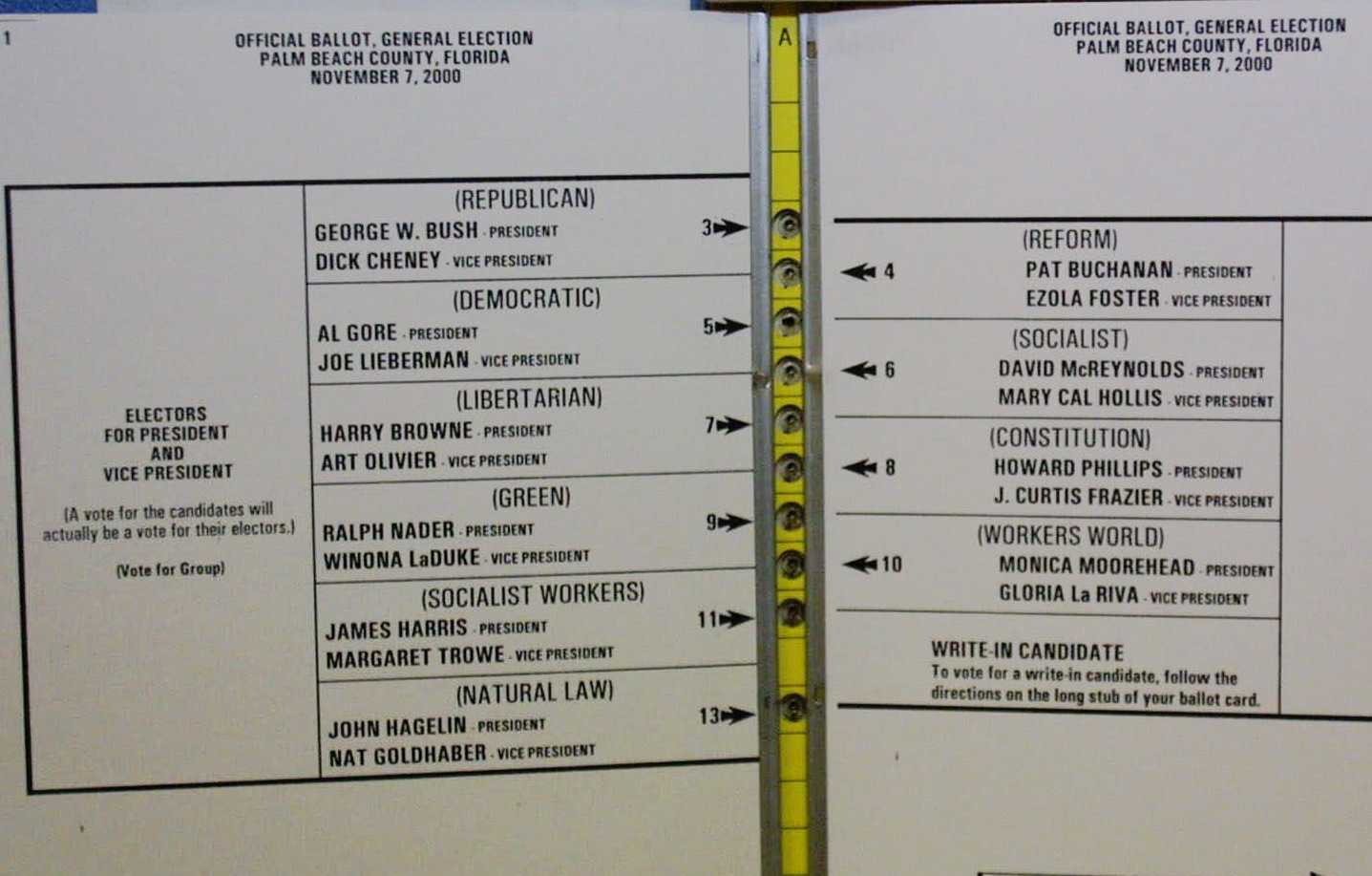
Butterfly ballot du comté de Palm Beach

Les opérations de recomptage se transformèrent alors en bataille juridique autour de la validité du vote, créant une polémique sur les conditions de son organisation et sur la précision des machines à voter utilisées. Ainsi, dans le comté de Palm Beach, le bulletin de vote, appelé « butterfly ballot » (un formulaire de vote en « papillon » portant des noms de candidats à gauche et à droite avec une colonne de vote par trous à perforer  placée au centre du feuillet), conçu pourtant par une élue démocrate, Theresa Lapore et déjà utilisé en 1996, était propice à une erreur de vote par les électeurs au profit du candidat Pat Buchanan au détriment d'Al Gore. Par ailleurs, plusieurs milliers d'électeurs avaient été radiés par erreur des listes comme conséquence d’une condamnation pénale.
À la fin du recomptage électronique, George Bush était encore gagnant avec 1 500 voix environ d'avance. Les avocats d'Al Gore obtinrent alors un nouveau recomptage manuel dans trois comtés réputés favorables aux démocrates, ceux de Miami-Dade, Palm Beach et Broward, là où en fait il avait le plus de chances de grappiller des voix perçues comme nulles ou blanches par les machines électroniques et les transformer en votes exprimés en sa faveur.
Or, le recompte manuel des bureaux de vote ne changea pas le résultat du 7 novembre. Saisis par les avocats du candidat Al Gore, plusieurs juges autorisèrent néanmoins de nouveaux recomptages en ordonnant des méthodes différentes selon les bureaux de vote alors que d'autres le refusaient estimant que le recomptage avait été correctement effectué. Saisie par les avocats d'Al Gore, la Cour suprême de Floride (dont six juges sur sept étaient démocrates) ordonna alors que le recomptage ait lieu dans tous les comtés contestés, mais ce, avant le 12 décembre, date à laquelle les résultats devaient être officiellement proclamés. Le 22 novembre, selon eux pour dénoncer des fraudes électorales, des protestations nommées les Brooks Brothers riot (en) (d'après la marque des vêtements des impliqués) firent pression sur le comité du recomptage de Miami qui l'interrompit le jour même.
Le 1er décembre 2000, les avocats de George W Bush saisirent la Cour suprême des États-Unis, invoquant la rupture de l'égalité devant la loi du fait des différentes méthodes retenues pour le décompte et le dépassement par la cour de Floride de ses compétences judiciaires.
Après un premier avertissement à la Cour suprême de Floride sur le dépassement de ses prérogatives et son empiètement sur le domaine législatif, la Cour suprême des États-Unis se saisit de l'affaire, malgré les controverses sur l'impartialité des membres. Elle estima par 7 voix contre 2 dans son arrêt Bush v. Gore le 12 décembre que le recomptage ordonné par la Cour suprême de Floride était anticonstitutionnel et, par 5 voix contre 4, qu’il était impossible d’effectuer un recomptage constitutionnel dans les délais impartis par la Constitution des États-Unis à moins de violer plusieurs principes juridiques liés à l'équité et l'égalité devant la loi. Ce faisant, elle annula l'ultime recomptage manuel des voix en Floride, alors que seul le comté de Miami-Dade n'avait pas fini de procéder à ce recomptage et qu'Al Gore était toujours devancé de plus d'une centaine de voix. Elle désigna ainsi George W. Bush comme vainqueur de l'élection présidentielle ; avec les voix des grands électeurs de Floride, Bush obtenait 271 grands électeurs contre 266 à Al Gore.

### Résultat officiel
Le résultat officiel final fut donc de 50 456 002 voix pour Bush (47,9 %), 50 999 897 pour Gore (48,4 %), Ralph Nader (écologiste) en obtient 2 834 410 (2,7 %) et Patrick Buchanan (Reform Party) 446 743 (0,4 %). Le reste des voix étant réparti entre 12 autres candidats (en tout 0,6 %). George W. Bush remportait la Floride par 537 voix d'avance quand bien même Al Gore avait obtenu au niveau national plus de 500 000 voix d'avance.

### Recomptage privé
En mars 2001, un consortium de plusieurs journaux américains comprenant The Miami Herald et USA Today firent effectuer à leurs frais un recomptage des bulletins dans les trois comtés clés mais aussi dans toute la Floride. L’université de Chicago, financée elle aussi par plusieurs grands médias américains, se procura l’intégralité des bulletins et effectua un recompte privé.
Selon les différentes hypothèses envisagées, le résultat s'avéra différent.
Si le recomptage manuel avait été effectué au niveau de toute la Floride, ce qui n'a jamais été entrepris ni demandé par Al Gore, le candidat démocrate l'aurait emporté d'extrême justesse avec une avance de 60 à 171 voix selon la méthode utilisée (en tenant compte des bulletins invalidés).
Or, selon les méthodes de recomptage demandées par les avocats d'Al Gore, les comtés choisis par ces derniers et retenus par la Cour suprême de Floride, George W. Bush l'aurait quand même emporté avec une avance sur son adversaire oscillant entre 225 et 493 voix. L'interruption du recomptage manuel par la Cour suprême n'aurait pas alors modifié le résultat du 7 novembre accordant la victoire au gouverneur du Texas.
Ce n'est pas la première fois dans l'histoire du pays qu'un président est investi avec moins de voix que son adversaire sur le plan national. Au XIXe siècle, les républicains Rutherford B. Hayes et Benjamin Harrison ont été aussi élus avec moins de voix que leur adversaire.

## Résultats
| Candidat (présidence / vice-présidence) | Parti | Parti                                         | Vote populaire | Vote populaire | Grands électeurs | Grands électeurs |
| Candidat (présidence / vice-présidence) | Parti | Parti                                         | Voix           | %              | Sièges           | %                |
| --------------------------------------- | ----- | --------------------------------------------- | -------------- | -------------- | ---------------- | ---------------- |
| George W. Bush/Dick Cheney              |       | Parti républicain                             | 50 456 002     | 47,87          | 271              | 50,46            |
| Al Gore/Joseph Lieberman                |       | Parti démocrate                               | 50 999 897     | 48,38          | 266              | 49,53            |
| Ralph Nader/Winona LaDuke               |       | Parti vert des États-Unis                     | 2 882 955      | 2,74           | 0                |                  |
| Pat Buchanan/Ezola Broussard Foster     |       | Parti de la réforme des États-Unis d'Amérique | 448 895        | 0,43           | 0                |                  |
| Harry Browne/Art Olivier                |       | Parti libertarien                             | 384 431        | 0,36           | 0                |                  |
| Howard Phillips/Curtis Frazier          |       | Parti de la Constitution                      | 98 020         | 0,09           | 0                |                  |
| John Hagelin/Nat Goldhaber              |       | Parti de la loi naturelle                     | 83 714         | 0,08           | 0                |                  |